# Єременко Віктор Вікторович
Ві́ктор Ві́кторович Єре́менко (нар.6 лютого 1993, Білозір'я — пом.11 вересня 2014, Артемівськ) — старший солдат резерву, Міністерство внутрішніх справ України. Кавалер ордена «За мужність» III ступеня, учасник російсько-української війни.

## Життєпис
Народився 1993 року в селі Білозір'я (Черкаський район, Черкаська область). Виховувався без батьківської опіки в Смілянській школі-інтернаті. Учасник Євромайдану, коли почалися бої на сході України, добровольцем записався до лав Національної гвардії.
Снайпер, батальйон оперативного призначення Київської конвойної бригади.
11 вересня 2014 року помер у Центральній міській лікарні м. Артемівська (Донецька область) від тяжкого вогнепального поранення грудної клітини, яке він дістав у бою в районі м. Вуглегірська.
Похований в селі Білозір'я.
Без Віктора лишилися 72-річна бабуся (померла в жовтні 2015 року); п'ять братів і сестер.

## Нагороди і вшанування
- 31 жовтня 2014 року за особисту мужність і героїзм, виявлені у захисті державного суверенітету та територіальної цілісності України, вірність військовій присязі під час російсько-української війни, відзначений — нагороджений орденом «За мужність» III ступеня (посмертно).
- Нагороджений Почесною відзнакою «За заслуги перед Черкащиною» (посмертно).
- Його портрет розміщений на меморіалі «Стіна пам'яті полеглих за Україну» у Києві: секція 4, ряд 4, місце 26